# غريغور فيليبسكو
غريغور ن. فيليبسكو المعروف أيضًا باسم غريغوتا فيليبسكو (1 أكتوبر عام 1886 - 25 أغسطس عام 1938) هو سياسي وصحفي ومهندس روماني. عمل كرئيس تحرير صحيفة إيبوكا اليومية خلال الفترة الممتدة من عام 1918 حتى عام 1938. ينحدر من عائلة أرستقراطية محافظة، وهو نجل السياسي نيكولاي فيليبسكو، وأحد المنحدرين الفرعيين من نسل ألكسندرو الثاني غيكا. قاد مع والده الفصيل المعارض الذي أيد الحلفاء ضمن حزب المحافظين خلال المراحل الأولى من الحرب العالمية الأولى. غدا فيليبسكو الابن مستشارًا سياسيًا للجنرال ألكساندرو أفيريسكو بعد أدائه الخدمة العسكرية على الجبهة وخلف الخطوط الأمامية كمساعد لأفيريسكو حتى عام 1918. انخرط في حزب العمال لفترة من الزمن، واندمج بعدها في حزب الشعب بزعامة أفيريسكو. عمل فيليبسكو كمخطط ومروج للجماعة آنفة الذكر، ولكنه دخل في خلافات مستعصية الحل مع أفيريسكو.
عرِف عن فيليبسكو نزعته الاستعدائية ودخوله في مبارزات مع خصومه السياسيين. وكان يغير انتمائه الحزبي بصورة متكررة، وذلك أملًا منه بجمع الفصائل المحافظة حول شخصه. كان عضوًا في البرلمان لعدة مرات، وشغل العديد من المناصب في عدد من اللجان العامة الأخرى كعضو منتسب في الحزب الوطني الروماني والحزب المحافظ الديمقراطي وحزب الفلاحين الوطني. بادر إلى تأسيس رابطة فلاد تيبش (التي غير اسمها لاحقًا ليصبح الحزب المحافظ) في عام 1929. لعبت الرابطة دورًا فاعلًا في ضمان اعتلاء الملك كارول الثاني -وهو الوريث المنفي- سدة العرش. كذلك شاركت الرابطة في الائتلاف الداعم لرئيس الوزراء نيكولاي يورغا، ولكنها أبدت معارضتها لتشريعات العفو عن الديون التي أصدرها يورغا. كان فيليبسكو من بين حفنة قليلة من الساسة الذين ظلوا على موقفهم الداعم لليبرالية الاقتصادية خلال فترة الكساد الكبير، وذلك في الوقت الذي انسحب فيه من الحكومة.
كان فيليبسكو من الناقدين العلنيين للفاشية، وكان يؤيد إقامة تحالف قاري ضد ألمانيا النازية وانتهاج سياسة تقارب واقعي مع الاتحاد السوفيتي، وذلك على الرغم من وقوعه عرضةً لشبهة إضماره لنزعات استبدادية. عاد عليه هذا الدور بشهرة دولية، ولكنه فشل في الحصول على أي شعبية تذكر في موطنه. اشتهر فيليبسكو كناقد للملك كارول، وعمل على مضافرة جهوده مع يوليو مانيو ونيكولاي تيتيليسكو في ذاك الصدد، وجاء ذلك خلال السنوات الأخيرة التي سبقت وفاته في جنيف على إثر عملية نقل دم باءت بالفشل. تتوجت حياته المهنية الموازية كموظف حكومي ورجل أعمال بتعيينه رئيسًا لشركة الهاتف الرومانية، وشغل ذلك المنصب خلال الفترة من عام 1930 إلى حين وفاته. تخلل هذا التعيين فضائح مرتبطة بتنصته المؤكد على أهداف سياسية محددة، فضلًا عن اتهامه بسوء الإدارة.

## السيرة الشخصية

### النشأة والمسيرة المهنية
ولد السياسي المستقبلي في مدينة بوخارست في يوم 1 أكتوبر عام 1886 (تذكر بعض المصادر يوم 30 يناير عام 1884). كان غريغور الابن البكر من بين خمسة أطفال لنيكولاي فيليبسكو وزوجته ماريا بلارمبرغ. كان لديه شقيق يدعى قسطنطين، وثلاث شقيقات، بالإضافة إلى أخ بالتبني يدعى فلاد ستولوجان فيليبسكو. ينحدر غريغور من إحدى عائلات طبقة البويار القديمة من طرف والده؛ إذ أسس آل فيليبسكو بلدة فيليبشتي دي ترغ التي تحمل اسمهم في نحو عام 1600. يدعى أهل جده هاتمان نيكولاي فيليبسكو وسافتا هريسوسكوليو، وهما بدورهما جد وجدة خصمه السياسي اللاحق إيون ج. دوكا من طرف والدته. تبوأ عم جده المدعو أليكو فيليبسكو فولبيا رتبة لُغثيط وبان في بلاط والاشيا. أما من طرف والدته فينحدر غريغور من آل بلارمبرغ الفرنسيين الروس، وينحدر بصورة ثانوية من آل جيكة. ادعى جده وهو العقيد فلاديمير دي بلارمبرغ أنه من أصول هوغونوتية، ولكنه كان على الأرجح من ذرية آل بوربون غير الشرعية. تزوج فلاديمير إحدى شقيقات الأمير ألكسندرو الثاني غيكا. وأنجبوا على إثر زواجهم ثلاثة أبناء ذكور، وأحدهم السياسي نيكولاي مورت بلارمبرغ وهو البكر بينهم، ويدعى ثانيهم قسطنطين وهو جد غريغور فيليبسكو. تزوج قسطنطين من ماريا بالانو وورث منها معظم عقار آل غيكا الواقع في قرية مورا فلاسي، والذي انتقلت ملكيته إلى آل فيليبسكو في ما بعد. شمل أنسباء غريغور من جهة آل غيكا كلًا من فاعل الخير فلاديمير غيكا، والدبلوماسي ديميتري غيكا الذي شغل منصب وزير الشؤون الخارجية لمدة قصيرة.
عمل والد غريغور فيليبسكو على زيادة ثروته كصناعي من خلال بناء مطحنة زيت في عقاره الآخر الواقع في فيليبشتي سورديلا. لعب هذا الاستثمار دورًا كبيرًا في انتشار زراعة عباد الشمس في شرقي رومانيا. نشأ فيليبسكو الابن وهو مدرك للامتياز الذي تمتع به كأحد أبناء طبقة البويار، واعتبر أن عائلته من طرف أبيه كانت «تعرف على الدوام كيف تحب الفلاحين من كل قلبها، وكيف تدافع عنهم وتوجههم». وأشار إلى أن أرض جده شهدت تشكيل أول مجتمع فلاحي في رومانيا الحديثة. كذلك نقِل عنه أنه قال في أعقاب ثورة الفلاحين التي قامت في مطلع عام 1907: «منحت أرض فيليبسكو أفضل الصفقات المنسقة، وهو ما سمح للفلاحين الاحتفاظ بالثلثين [مما أنتجوه]».
أرسل غريغور إلى مدرسة لوي لو غراند الثانوية بعدما استكمل تعليمه الابتدائي في بوخارست. التحق بمعهد زيورخ بوليتكنيك في عام 1902، وتخرج منه في عام 1907. درس في كلية الحقوق بجامعة باريس ونال مؤهلًا كمحام، وجاء ذلك بعد أن أصبح مهندسًا. كان خلال تلك الفترة متعاطفًا مع القضايا اليسارية، وحضر عددًا من الفعاليات التي نظمها باربو لازارانو وكريستيان راكوفسكي. شهد الخلافات التي نشبت بين راكوفسكي والقوميين الرومانيين. كتب في عام 1912 أن هذه الخلافات منحته الثقة أن الاشتراكية سوف تنتصر في نهاية المطاف. تزوج فيليبسكو من يوانا (مواليد عام 1890) وهي ابنة ماتي ب. كانتاكوزينو، وهو أحد ممثلي عائلة كانتاكوزينو الأرستقراطية في عام 1909. عاش الزوجان في منزل من تصميم إيون د. بيريندي في شارع نيكولاي فيليبسكو في بوخارست، ولم يكن لديهما أطفال. غدا فيليبسكو ذو السن اليافع من المروجين للرياضة بحلول عام 1910. كان هذا الشغف أمرًا متوارثًا ضمن العائلة؛ إذ استمتع قسطنطين بلارمبرغ بممارسة سباق الخيل، وكان رائدًا في مجال الصحافة الرياضية، وكتب في صحيفة سبورتول. كان فيليبسكو نفسه من عشاق المنازلة بالسيوف سواء أكان متفرجًا أو مشاركًا. إذ قام بتنظيم أكبر فعالية رياضية في رومانيا حتى ذاك التاريخ المصادف لشهر نوفمبر عام 1911، وشارك بنفسه في المباريات. شارك إلى جانب كل من ولي العهد كارول وأوتوكار تشيرنين وألكساندرو دافيلا في منافسة للرماية بالرصاص الشمعي في بلدة سينايا خلال العام التالي. صممت المنافسة كتمرين على الرماية. كان أيضًا مولعًا بسباق الخيل، وكان يدير إسطبلات فيليبسكو، التي فازت بجائزة بيريل جون في مضمار بانياسا للسباق (وذلك في شهر أكتوبر عام 1915).
اشتغل فيليبسكو كمهندس وعمل على عدة مشاريع ومن أهمها خط البترول الواصل بين كامبينا وكونستانتا. سافر إلى مدينة نيويورك في أواخر عام 1912، وهناك درس نظام الأنابيب الأمريكي. استطاع مقابلة الرئيس الأمريكي السابق ثيودور روزفلت خلال رحلته هناك. ذكر فيليبسكو أن مُحاوره كان ملمًا بتاريخ رومانيا، وتحدث اللغة الرومانية بعض الشيء، وكان يتابع عن كثب مجريات حرب البلقان المتواصلة. حصل فيليبسكو على وسام الشرف ووسام فرديناند الأول في ما بعد، وذلك تقديرًا لجهوده في تطوير قطاع النفط المحلي.